# Дана Тодоровић
Дана Тодоровић (Београд, 2. октобар 1977) српска је глумица и списатељица. Ћерка је познатог глумца Боре Тодоровића и сестра Срђана „Жике” Тодоровића. Заједно са оцем појавила се у филму Професионалац, где тумачи ћерку његовог лика. Тумачила је споредне улоге у филмовима: Потера за срећ(к)ом, Флерт, Рат уживо, Живот је чудо, као и у истоименој ТВ серији.
Њен први роман, Трагична судбина Морица Тота, наишао је на позитивне критике и био номинован за Награду Бранко Ћопић, а други, Парк Логовској се нашао у најужем избору за НИН-ову награду и Награду Исидора Секулић.

## Биографија
Рођена је у српско-америчком браку Боре Тодоровића и Каролине Кике. Школовала се у Будимпешти, Детроиту, Индијанаполису и Њујорку, а студије драме је завршила у Лондону. Тренутно живи у Београду и пише на српском језику, мада су њени романи превођени на енглески и немачки језик.
Радила је на превођењу филмова као и позоришних сценарија. Шест година радила је као преводилац у Уједињеним нацијама.

## Филмографија

### Улоге
| Улоге Дане Тодоровић |                     |               |                   |           |
| Година               | Српски назив        | Изворни назив | Улога             | Напомена  |
| 2000                 | Рат уживо           |               | Клаперка          |           |
| 2003                 | Професионалац       |               | Ана Лабан         |           |
| 2004                 | Живот је чудо       |               | ТВ репортерка     |           |
| 2005                 | Флерт               |               | Синди             |           |
| 2005                 | Потера за срећ(к)ом |               | медицинска сестра |           |
| 2006                 | Живот је чудо       |               | ТВ репортерка     | ТВ серија |

### Као преводилац на енглески језик
- Турнеја (2008)
- Непријатељ (2011)
- Како су ме украли Немци (2011)
- Топ је био врео (2014)